# X-Seed 4000
X-Seed 4000은 일본의 마천루 구상이다. 마틴 패스코(Martin Pascoe)가 초기 구상을 맡았다. X-Seed 4000은 500,000에서 1,000,000의 인구를 수용할 수 있는 높이 4km, 너비 6km에 층수는 800층인 해상 구조물이다. 3,000,000톤 이상의 강철로 구성된 구조물으로 계획되었다.

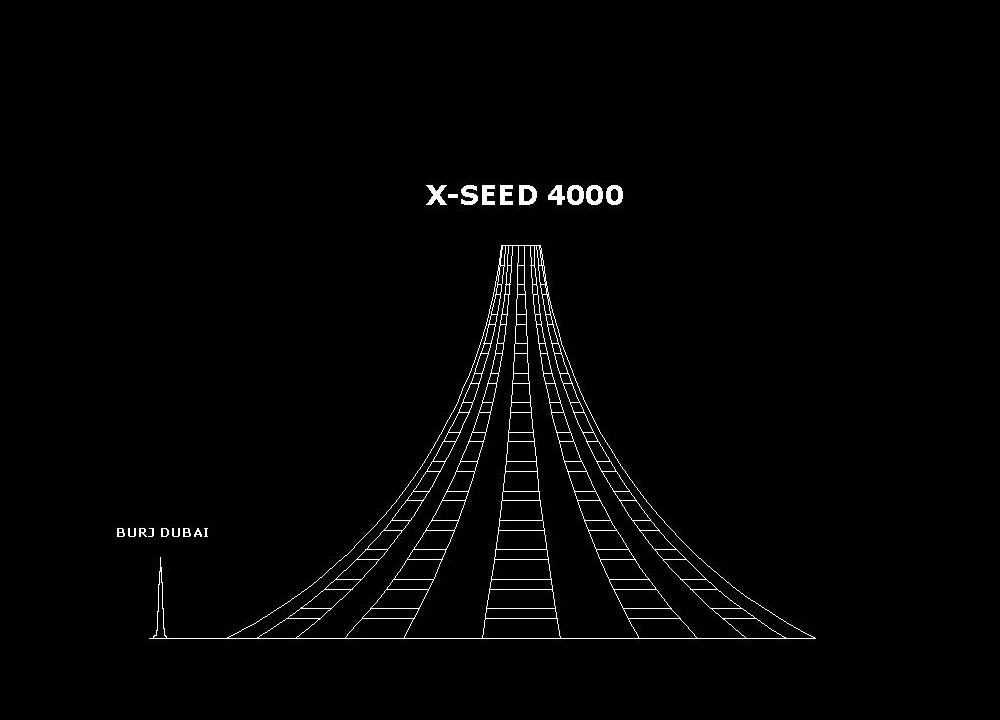
부르즈 할리파와 X-Seed 4000의 높이 비교

1995년 다이세이건설주식회사(일본어: 大成建設株式会社)가 도쿄도를 위해 초현대적 기술에 기반한 생활방식과 자연환경과의 상호작용을 결합한 미래적인 환경이라는 주제로 구상했다. 건물 내부의 교통수단으로는 자기부상열차가 고려되었다. 전세계 건축물에 대한 데이터를 수집하는 기업인 빌딩스 & 데이터(Buildings & Data)의 조지 바인더(Georges Binder) 이사는 The X-Seed 4000이 "실제로 짓기 위한 건물은 전혀 아니었다"면서, "X-Seed 4000 계획의 목적은 기업에 대한 인지도를 높이기 위한 것이었으며, 결과적으로는 성공했다"고 언급했다.
일반적인 마천루와는 달리, X-Seed 4000은 입주자의 생활을 위해 엄청난 높이로 인한 내외부의 기압차와 기상 변화로부터 입주자를 보호해야 한다. 건물 외부에는 태양광 발전 시설을 설치하며 이를 통해 빛과 온도, 기압 등을 외부환경과 맞추도록 기능하게 된다. 건설이 계획된 지역이 세계에서 가장 활발한 지진대인 환태평양 조산대에 있기 때문에, X-Seed 4000은 지진과 해일에도 대비해야 한다.
X-Seed 4000은 높이 4,000 m에 800층으로 기획되었으며 현재까지 구상된 지상 건축물 중에서는 도쿄 바벨 타워(일본어: 東京バベルタワー)에 이어 두 번째로 높다. X-Seed 4000 내 연면적 7,000 헥타르의 부지에 약 100만 명이 생활할 것으로 예상된다. 1층을 직경 6,000m의 넓은 해상 공간으로 하고, 위층으로 올라갈수록 가늘어져 전체 외관상으로는 후지산 모양을 띄게 되며, 높이 3,776 m인 후지산보다 더 높다.
설계 당시 건설 지역은 도쿄만으로 정해졌으며, 공사비는 150조 엔, 공사기간은 30년으로 추정되었다. 그러나 건설 자체의 난이도가 매우 어렵기 때문에 추정에만 그쳤으며, 지금까지도 확실한 시공 방안이 고려되지는 않고 있다.

## 내부 시설
| 층수  | 시설 |
| ----- | ---- |
| B1~B8 | 15굴 |

## 같이 보기
- 일본의 마천루 목록